# 뷰포트 (컴퓨터 과학)
뷰포트(viewport)는 컴퓨터 그래픽스에서 영역을 표시하는 폴리곤이다.
여기에 사용되는 윈도(window)라는 용어는 이를테면 창 관리자에 사용되는 개념인 GUI 윈도와 혼동해서는 안 된다. 그 대신 어떻게 윈도가 사람이 방 밖에서 볼 수 있는 바를 제한하는지에 대한 것과 비슷하다.
반면, 뷰포트는 렌더링 장치에 특화된 좌표로 표현되는 영역으로(일반적으로 직사각형), 이를테면 화면 좌표의 화소로 이야기할 수 있으며 이 안에서 관심 대상의 객체가 렌더링 대상이 된다. 월드 좌표 윈도로 클리핑하는 일은 윈도-대-뷰포트 변환을 통해 전달되기 전에 객체에 적용되는 것이 보통이다.
물리적 장치 기반의 좌표가 한 장치에서 다른 장치로 이식하지 못할 것이기 때문에 뷰포트 표현을 위해 소프트웨어 정규화 장치 좌표라는 이름의 추상화 계층을 도입하는 것이 일반적이다. 즉, 이를테면 그래피컬 커널 시스템(GKS)과 이후의 시스템들이 여기에서 영향을 받은 것으로 보인다.
3차원 컴퓨터 그래픽스에서는 3차원 장면을 가상 카메라의 위치에 투사하기 위해 사용되는 2차원 직사각형을 의미한다. 뷰포트는 전체 이미지가 표시될 부분을 보여주기 위해 사용되는 화면의 영역이다.
가상 데스크톱에서 뷰포트는 시각화 장치보다 더 큰 2차원 영역의 보이는 부분을 의미한다.
웹 브라우저에서 뷰포트는 전체 문서의 보이는 부분을 뜻한다. 문서가 뷰포트보다 더 크면 사용자는 스크롤링을 통해 주위의 뷰포트를 이동할 수 있다.

## 같이 보기
- 화각 (사진술)